# Enyalius leechii
Espèce
Synonymes
- Enyalioides leechii Boulenger, 1885
- Garbesaura garbei Amaral, 1933

Enyalius leechii est une espèce de sauriens de la famille des Leiosauridae.

## Répartition
Cette espèce est endémique du Brésil. Elle se rencontre dans les États du Pará, du Rondônia et dans le nord du Mato Grosso. Sa présence est également soupçonnée en Bolivie.

## Description
L'holotype de Enyalius leechii, une femelle, mesure 292 mm dont 185 mm pour la queue. Cette espèce a la face dorsale marron. Sa tête est ornée d'une ligne noire passant sous le tympan et s'étendant de l’œil jusqu'au membre antérieur et d'une petite rayure jaunâtre de chaque côté de la nuque. Ses épaules sont marquées de deux taches triangulaires jaunâtres pointant l'une vers l'autre. Sa face ventrale est brunâtre avec une tache oblique brun foncé de chaque côté de sa gorge. Sa queue présente, sur les faces interne et externe, de larges taches elliptiques noirâtres orientées longitudinalement, certaines se reliant pour former des anneaux.

## Étymologie
Cette espèce est nommée en l'honneur de John Henry Leech.

## Publication originale
- Boulenger, 1885 : Catalogue of the lizards in the British Museum (Natural History) II. Iguanidae, Xenosauridae, Zonuridae, Anguidae, Anniellidae, Helodermatidae, Varanidae, Xantusiidae, Teiidae, Amphisbaenidae, Second edition, London, vol. 2, p. 1-497 (texte intégral).